# NGC 100
NGC 100 је спирална галаксија у сазвежђу Рибе која се налази на NGC листи објеката дубоког неба.
Деклинација објекта је + 16° 29' 11" а ректасцензија 0h 24m 2,6s. Привидна величина (магнитуда) објекта NGC 100 износи 13,2 а фотографска магнитуда 13,9. Налази се на удаљености од 16,212 милиона парсека од Сунца. NGC 100 је још познат и под ознакама UGC 231, MCG 3-2-9, CGCG 457-12, FGC 42, PGC 1525.